# Martha Berry

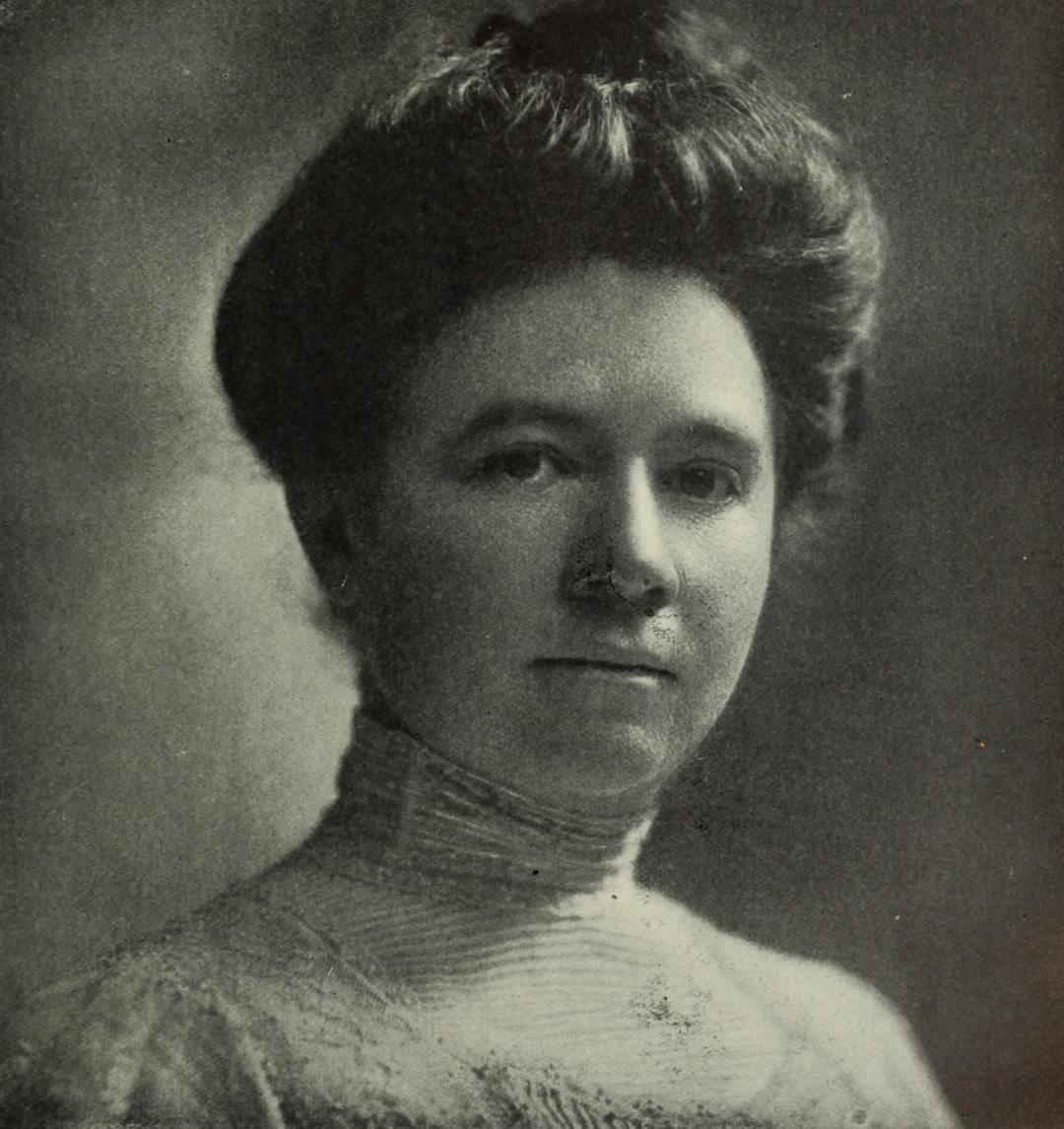
Martha Berry

Martha Berry (* 7. Oktober 1865 in Etowah County, Alabama; † 27. Februar 1942 in Atlanta) war eine US-amerikanische Pädagogin und Gründerin des Berry College.

## Leben und Werk
Berry wurde als Tochter von Thomas und Frances Margaret Rhea Berry geboren. Als sie noch ein Baby war, zog ihre Familie nach Rome (Georgia), wo sie ihr weiteres Leben verbrachte. Ihr Vater betrieb eine Plantage und war Partner bei Berrys and Company, einem Lebensmittelgroßhandels- und Baumwollmaklergeschäft in Rom. 1871 kaufte er ein Anwesen, das ungefähr zwei Meilen nördlich der Innenstadt von Rom lag und später als Oak Hill bekannt wurde. Sie lebte dort mit fünf Schwestern, zwei Brüdern und drei Berry-Cousins, deren Eltern verstorben waren. Von einer Gouvernante Ida McCullough zu Hause erzogen, besuchte sie 1882 ein Jahr lang die Edgeworth School, eine Abschlussschule in Baltimore.

## Schulgründungen

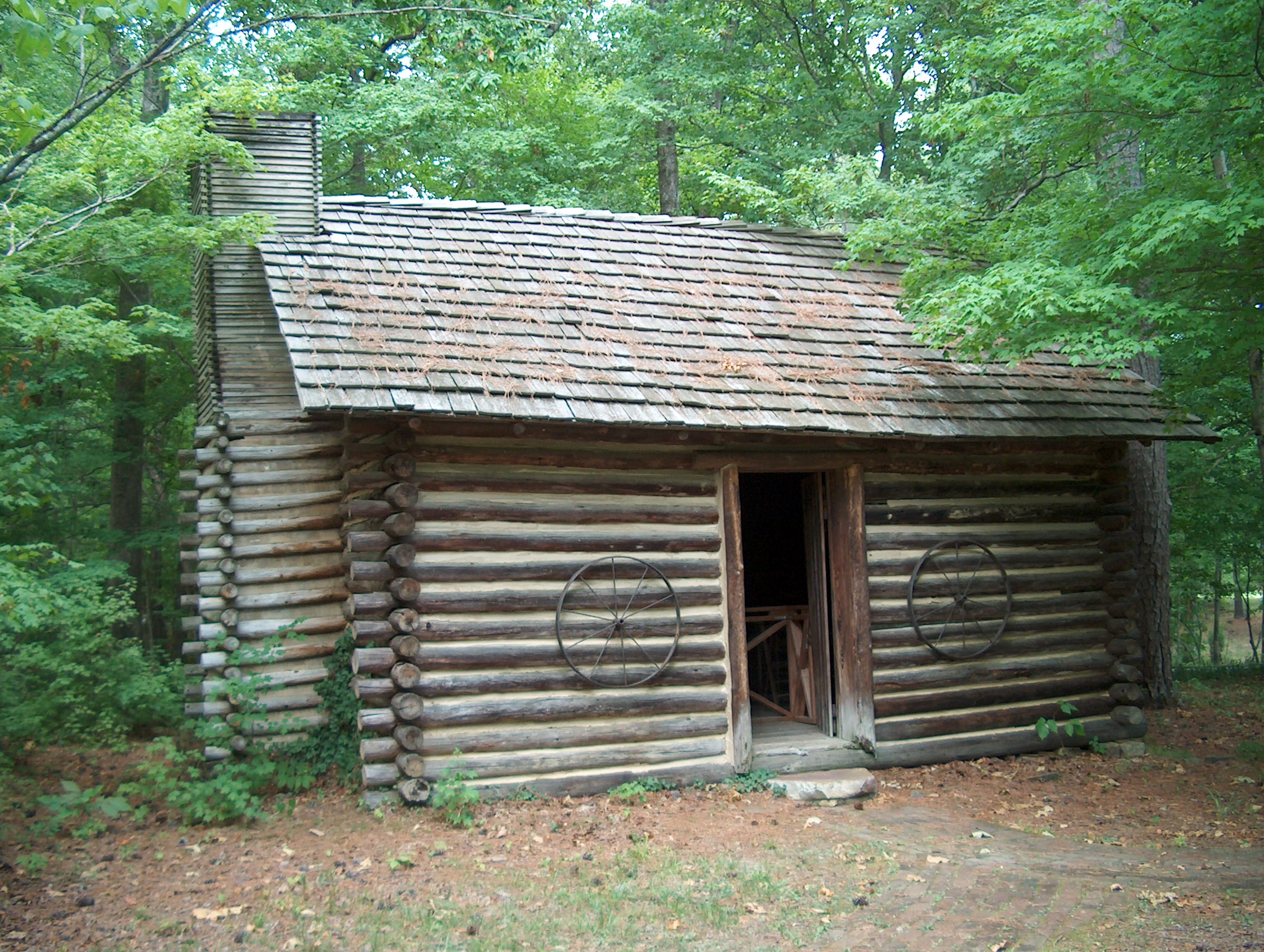
Die erste Berry School, gegründet von Martha Berry

In den späten 1890er Jahren begann sie für Kinder, die keinen Zugang zur Kirche und zur Schule hatten, Sonntagsschulstunden anzubieten. Von den Ergebnissen ihrer Bemühungen ermutigt, beschloss sie 1902, die 83 Morgen, die sie von ihrem Vater geerbt hatte, für die Gründung der Boys Industrial School zu verwenden. Eine kleine Blockhütte, die Jahre zuvor in der Nähe von Oak Hill als Spielhaus für die Berry-Kinder gebaut worden war und ihr später als ruhiger Ort zum Lesen, Schreiben und Nachdenken diente, war das erste Schulhaus. Als die Hütte zu klein wurde, baute sie ein kleines weiß getünchtes Schulgebäude auf der anderen Straßenseite von Oak Hill. Sie benutzte auch eine verlassene Kirche und zwei weitere Einrichtungen in Mount Alto und Foster's Bend. Diese vier Sonntagsschulen entwickelten sich zu Tagesschulen für die Kinder. Sie ließ einen Schlafsaal bauen und eröffnete am 13. Januar 1902 die Boys Industrial School mit fünf Internatsschülern in der Nähe ihres Hauses. Diese Schule wurde später als Mount Berry School für Jungen bekannt und 1909 eröffnete sie die Martha Berry School für Mädchen. Die Schulen boten den Schülern eine schulische sowie berufliche, landwirtschaftliche und häusliche Ausbildung in einem religiösen Umfeld an. Bis 1912 hatte der Bundesstaat Georgia elf Schulen nach Berrys Vorbild eröffnet. 1926 gründete sie das Berry Junior College, das 1930 zu einer vierjährigen Schule ausgebaut wurde. Als sie bald mehr Bewerber als Schulplätze hatte, war sie gezwungen, mehr Unterstützung von außen zu erbitten.
Berry erhielt von dem Philanthropen Andrew Carnegie 50.000 US-Dollar, von Margaret Olivia Sage, der Witwe des amerikanischen Finanziers Russell Sage, 25.000 Dollar. Sie nutzte ihren Charme und ihre Beredsamkeit nicht nur, um Geld zu sammeln, sondern unterhielt auch Philanthropen bei sorgfältig abgestimmten Besuchen auf dem Campus. Der Autopionier Henry Ford war so fasziniert von dem, was Berry als „ein selbstgemachtes Essen, ein hausgemachtes Abendessen und eine selbst gesponnene Schule“ bezeichnete, dass er ein häufiger Besucher wurde. In den 1920er Jahren spendete Henry Ford eine Sammlung von Gebäuden im gotischen Stil im Wert von vier Millionen Dollar. Die Einrichtung kaufte benachbarte Bauernhöfe und Wälder und sammelte zu ihren Lebzeiten fast 30.000 Morgen an.
1926 wurde das Berry College gegründet und später eine Model Practice School hinzugefügt. Der Campus wurde zu einer autarken Stadt mit einer Mühle, Obstgärten, Ziegen- und Viehherden und einer Bäckerei.
Im Rahmen der Great Depression versiegten die Spendenzusagen und die Geldzuweisungen nahmen ab, auch wenn der sich selbsttragende Campus der Schule florierte. Berry bot einen Teil der unbebauten Fläche für Campingplätze an, um einige der vielen Obdachlosen unterzubringen, die im Austausch für Nahrung und Unterkunft für die Schule arbeiteten. Die Schule erhielt Hunderte von Menschen während der Weltwirtschaftskrise am Leben, obwohl ihre institutionellen Finanzen weiter schrumpften. Im Laufe der Jahre erlangten Berrys Schulen nationale Aufmerksamkeit. Präsident Theodore Roosevelt besuchte die Einrichtung und Berry wurde die erste Leiterin des Universitätssystems in Georgia und das erste weibliche Mitglied der staatlichen Planungsbehörde.
Im Oktober 1941 wurde sie mit Krebs ins Krankenhaus eingeliefert und starb am 26. Februar 1942, an dem Tag, an dem Atlanta seinen ersten vollständigen Stromausfall im Zweiten Weltkrieg erlebte.
Obwohl die vorletzte Berry's School, die Berry Academy, eine Vorbereitungsschule für junge Männer, 1983 geschlossen wurde, gehört das Berry College zu den weltweit größten College-Campussen. Das Berry College fördert die Selbsthilfe und bietet finanzielle Unterstützung durch ein umfangreiches Arbeitsprogramm, bei dem Vollzeitstudenten die Möglichkeit erhalten, auf dem Campus zu arbeiten. Neben den in den frühen 1900er Jahren errichteten Campusgebäuden im gotischen, georgianischen und frühamerikanischen Stil sind Oak Hill, die Ford-Gebäude, die Roosevelt-Hütte sowie die Possum Trot-Kirche und das Schulhaus erhaltene Wahrzeichen.

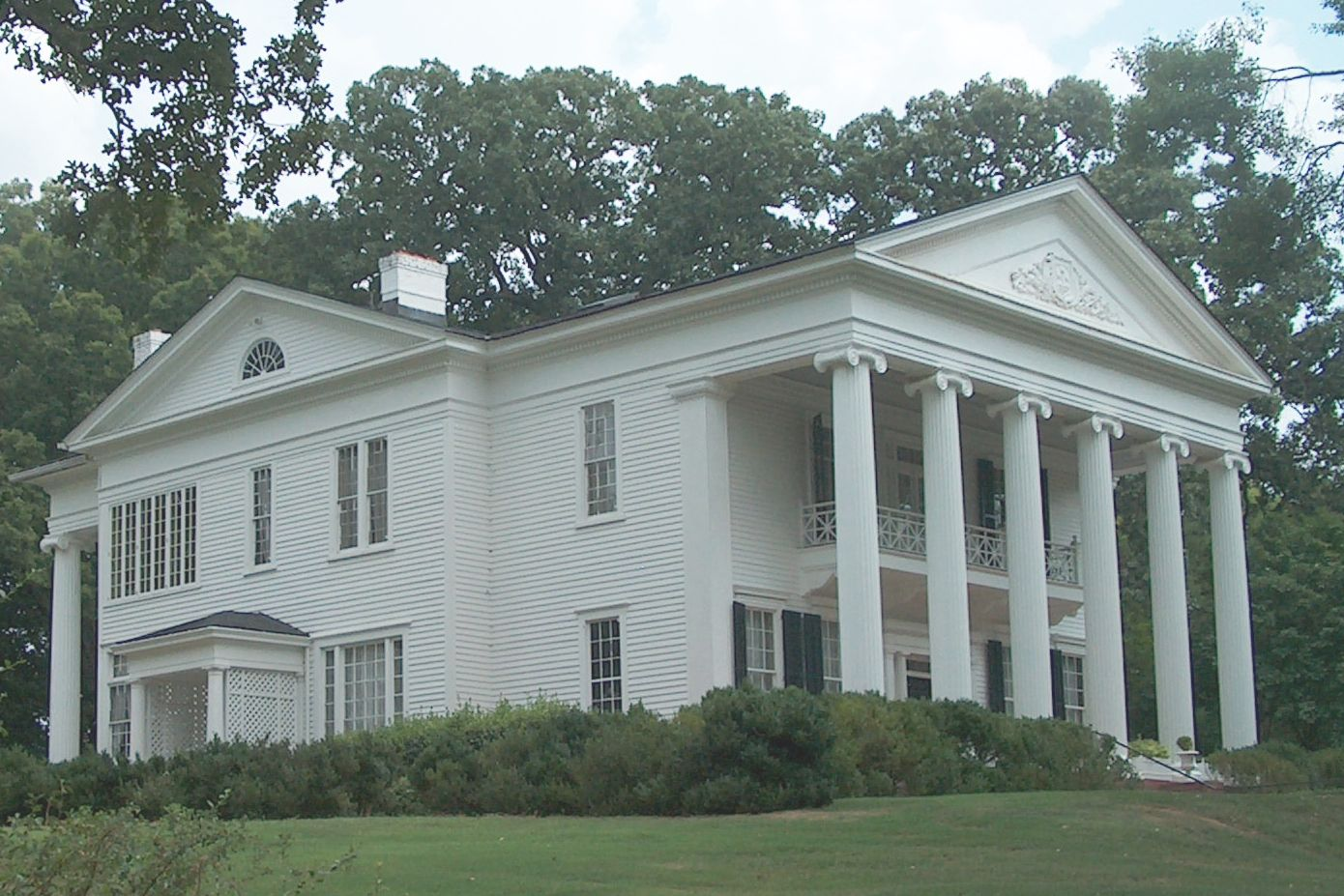
Oak Hill, ein Zuhause der Gründerin des Berry College, Martha Berry und heute Campus-Museum

## Ehrungen
1922 bauten die Schüler und die Mitarbeiter von Berry ihr zum 20. Jahrestag der Schulen als Geschenk das House o 'Dreams nach dem Vorbild des italienischen Schlosses Nemi, in dem Berrys Schwester Eugenia Berry Ruspoli lebte.
Sie erhielt zahlreiche Ehrentitel und wurde 1925 von der Journalistin Ida Tarbell zu einer der 50 größten Frauen Amerikas ernannt. In diesem Jahr wurde sie auch mit der Theodore Roosevelt Memorial Medal for Distinguished Service ausgezeichnet. Bei der Preisverleihung im Weißen Haus unter dem Vorsitz von Präsident Calvin Coolidge brachte Berry fünf ihrer jüngsten Absolventen mit. 1934 wurde sie am Court of St. James von Englands König George V und Queen Maria von Teck empfangen. 1939 erhielt sie eine Goldmedaille von dem National Institute of Social Sciences.
Obwohl sie nie eine College-Studentin war, wurde sie von acht Colleges und Universitäten mit der Ehrendoktorwürde ausgezeichnet:
Bates College in Maine, Berry College, Duke University in North Carolina, Oberlin College in Ohio, Oglethorpe University, University of Georgia, University of North Carolina und University of Wisconsin. Zu ihren Lebzeiten erhielt sie auch Auszeichnungen von der Georgia General Assembly, der (Theodore) Roosevelt Memorial Association, der Pictorial Review, den Colonial Dames of America, den Variety Clubs of America, dem American Institute of Social Sciences und zahlreichen anderen. Sie wurde in das erste Board of Regents des University System of Georgia berufen und 1930 wurde sie von der Zeitschrift Good Housekeeping als eine der 12 einflussreichsten Frauen Amerikas ausgewählt.
Die U.S. Route 27 in Georgia wird als Martha Berry Highway bezeichnet, ihr Porträt wurde in der Gallery of Distinguished Georgians in der Landeshauptstadt aufgehängt, sie wurde unter den ersten Kandidatinnen der Georgia Women of Achievement aufgenommen und wurde für die Agricultural Hall of Fame der University of Georgia ausgewählt.